# Église Saint-Martin de Mareil-sur-Mauldre
Pour les articles homonymes, voir Église Saint-Martin.
L'église Saint-Martin est une église catholique située à Mareil-sur-Mauldre, en France.

## Localisation
L'église est située dans le département français des Yvelines, dans la commune de Mareil-sur-Mauldre. Elle appartient au groupement paroissial de Maule - Beynes.

## Historique

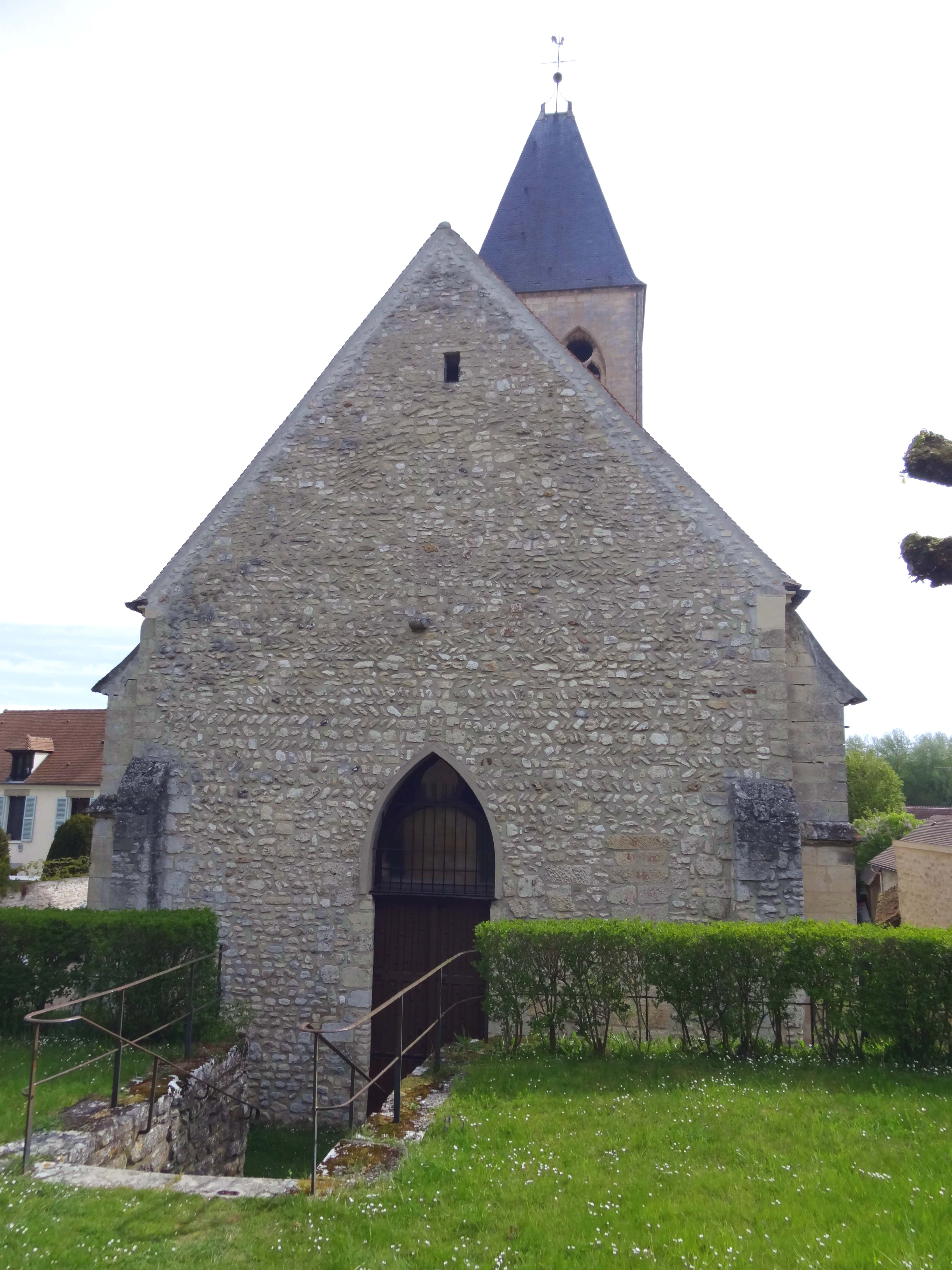
Mareil-sur-Mauldre (78), église Saint-Martin, façade occidentale.

Sa construction remonte au XIIe siècle, et il en subsiste encore le chœur et le transept. Le clocher date du XIIIe siècle tandis que la nef est reconstruite au XVe siècle. 
Elle est inscrite comme monument historique en 1937. Deux campagnes de restaurations en 1985 et 2006 réhabilitent les façades, l'abside et le toit. En 2022, la façade nord et les vitraux de la nef sont restaurés.

## Description

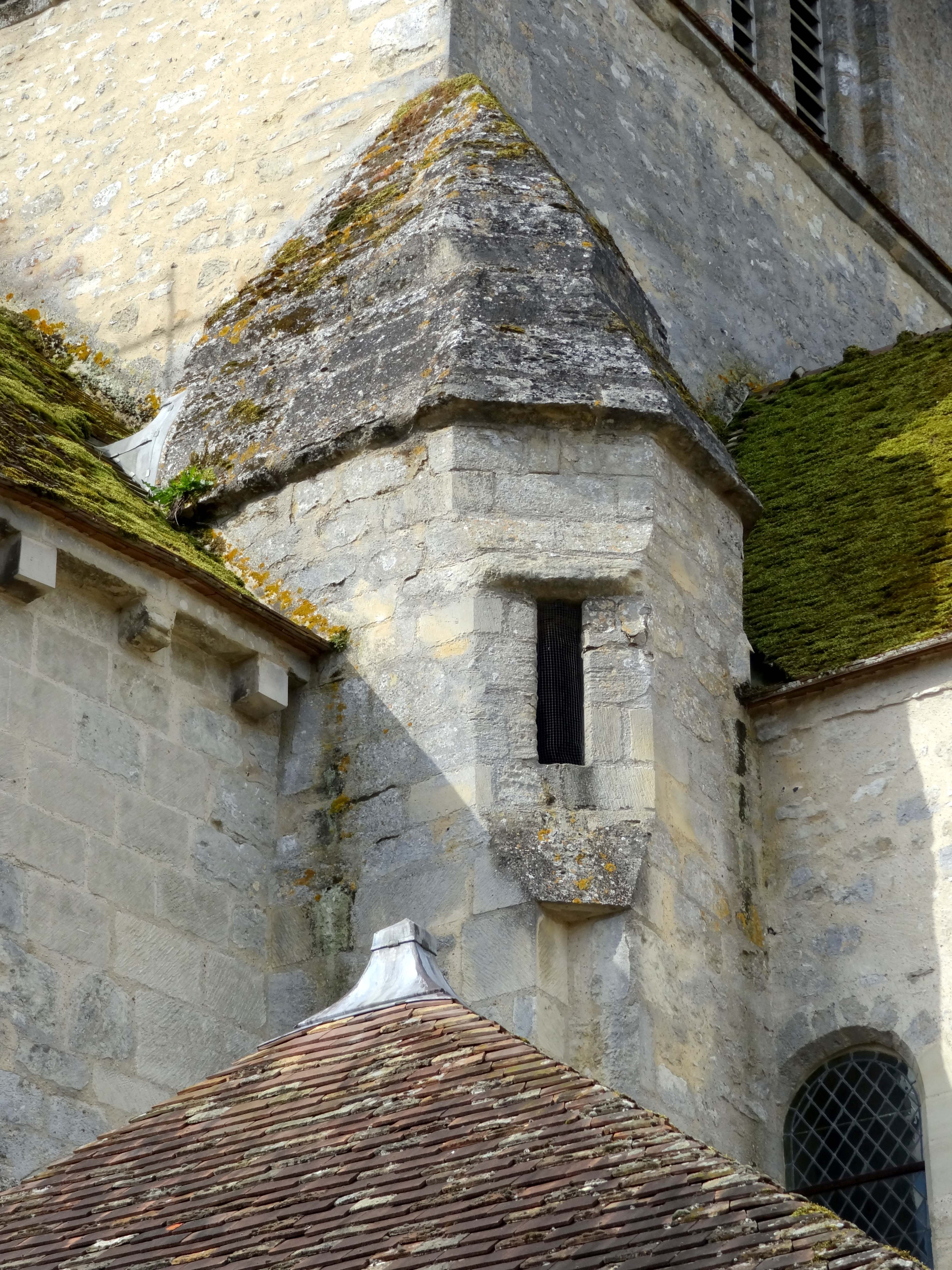
Mareil-sur-Mauldre (78), église Saint-Martin, tourelle d'escalier dans l'angle entre abside et croisillon nord.

Le clocher carré se trouve à la croisée du transept. La porte s'ouvrant au nord est sise sous un arc en plein cintre surbaissé de style gothique.

## Mobilier

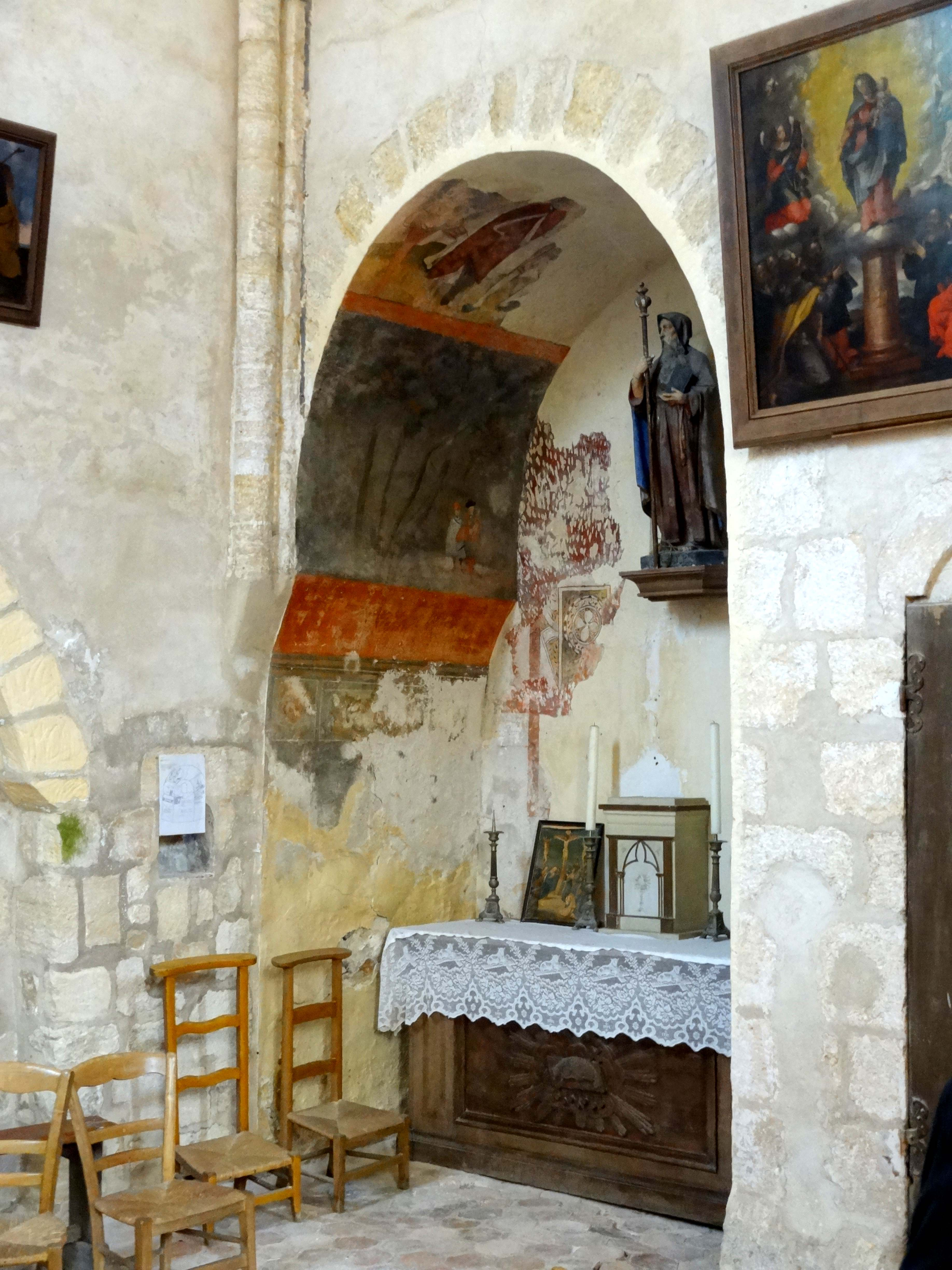
Mareil-sur-Mauldre (78), église Saint-Martin, croisillon nord, niche d'autel.

Plusieurs élements sont classés, dont un Christ en croix et une dalle funéraire du XIVe siècle.
On peut noter une statue en bois datant du XIVe siècle, représentant saint Martin tranchant son manteau avec son glaive pour en donner la moitié à un miséreux.